# Дю Пети-Туар, Луи Мари Обер
Луи Мари Обер Дю Пети-Туар (фр. Louis Marie Aubert du Petit-Thouars или фр. Louis Marie Aubert Petit-Thouars, или фр. Louis Marie Aubert du Petit Thouars, или фр. Louis-Marie Aubert du Petit-Thouars, 5 ноября 1758 — 12 мая 1831) — французский ботаник, натуралист (естествоиспытатель).
Член Парижской академии наук (1820).

## Биография
Луи Мари Обэр Дю Пети-Туар родился 5 ноября 1758 года. Учился в Национальном военном училище в Ла-Флеше.
В 1792 году посетил Маврикий, где создал карту острова. Затем был на Мадагаскаре. Он занимался изучением орхидей.
Луи Мари Обэр Дю Пети-Туар умер в Париже 12 мая 1831 года.

## Научная деятельность
Специализировался на папоротниковидных и на семенных растениях. В 1793 году первым пытался покорить Куин-Мэрис-Пик — высшую точку островов Тристан-да-Кунья и вообще всех Британских заморских территорий, но неудачно.

## Научные работы
- Histoire des végétaux recueillis dans les îles de France, de Bourbon et de Madagascar. 1804.
- Essais sur la végétation considérée dans le développement des bourgeons. Париж: Arthus-Bertrand, 1809.
- Histoire particulière des plantes orchidées recueillies sur les trois îles australes d’Afrique. 1822.